# شعبة المراقبة الألمانية
شعبة المراقبة الألمانية B-Dienst (وتسمى أيضا xB-Dienst, X-B-Dienst and χB-Dienst) كانت قسما تابعا لإدارة الاستخبارات البحرية الألمانية التابعة للقيادة العليا للبحرية، وقد تعاملت مع اعتراض وتسجيل وفك شيفرة وتحليل الاتصالات الراديوية للعدو وخصوصا البريطانية وذلك قبل وخلال الحرب العالمية الثانية. عملت شعبة المراقبة على تحليل وتفكيك شيفرات العدو وحركة رسائل الدول الحيادية والمراقبة الأمنية للعمليات الأساسية والآليات التابعة للبحرية الحربية.
«إن الهدف النهائي لكل عمليات التقييم كان تقدير هدف العدو عن طريق تحديد بيانات استباقي».
كانت شعبة المراقبة أساسية في صياغة عمليات قوات الدفاع خلال معارك النرويج وفرنسا في ربيع عام 1940، والسبب الرئيسي في ذلك هو النجاحات التي حققتها في تحليل الشيفرات في مواجهة شيفرات البحرية البريطانية المبكرة والأقل أمانا.
حيث فككت الشعبة الشيفرة البريطانية المجمعة رقم 3 في تشرين الأول 1941 والتي كانت تستخدم لتشفير جميع الاتصالات بين الطواقم البحرية لقوة حماية الحلفاء المرافقة للسفن في شمال الأطلسي. ومكن هذا الأمر الشعبة من تقديم استخبارات إشارات أفضل للبحرية الألمانية في معركة الأطلسي. وانتهى الزخم الاستخباراتي عندما أدخلت إدارة البحرية البريطانية الشيفرة رقم 5 في 10 حزيران 1943، وأصبحت الشيفرة 5 آمنة جدا في كانون الثاني 1944 وذلك مع تقديم نظام الطارح الرسومي الذي كان يستخدم لإعادة تشفيرها.

## خلفية
بدأت وحدة المراقبة كإدارة رصد راديوي ألمانية، أو إدارة لتحليل الأخبار والتثقيف، وذلك بنهاية الحرب العالمية الأولى عام 1918 كجزء من البحرية التابعة للإمبراطورية الألمانية.
أما الفرع النظير لشعبة المراقبة الألمانية فكان الإدارة واي البريطانية وكانت تسميتها محاكاة صوتية للمقطع الأول من كلمة لاسلكي «وايرلس» بشكل مشابه لتسمية نظيرتها الألمانية.
لم يكن يعرف إلا القليل في الخارج عن المنظمة الداخلية (شعبة المراقبة الألمانية) وطريقة عملها، وبعد الهدنة الإيطالية، أعلم ضباط استخبارات الاتصالات البحرية الإيطالية الحلفاء في محادثة معهم بأنهم على الرغم من تعاونهم الوثيق مع شعبة المراقبة الألمانية فقد كان لديهم فكرة ضئيلة عن طريقة عملها أو بنيتها الداخلية، مؤكدين بذلك الطبيعة السرية لهذه المنظمة وأمنها القوي.
كان عدد طاقم الشعبة بنهاية 1944 يقارب 5000 شخص، وقد بدأت الشعبة الألمانية أصلا كفرع ثالث مسؤول عن الاستخبارات 3SKL من بين فروع إدارة الاستخبارات البحرية الألمانية التابعة للقيادة البحرية العليا، ثم أصبحت جزءا من قسم الغواصات الحربية 2SKL وبقيت ضمنه إلى أن أصبح فرقة، وأصبح في الواقع الفرع المسؤول عن الاتصالات 4SKL. وهو في الحقيقة فرع الاستطلاع الراديوي لفرقة خدمات الاتصالات البحرية.
وفي عام 1938 قبل بدء الحرب، لم يكن طاقم الشعبة كافيا للعمل على الشيفرات متزايدة التعقيد، فركز بدلا من ذلك على الشيفرة الإدارية للبحرية الملكية، وهو عبارة عن شيفرة من 5 أرقام أعيد تشفيرها على جدول اختزال. وبحلول تشرين الأول 1939 كان لدى الشعبة حوالي 40 شخصا يعمل بالقسم الإنكليزي على الشيفرة البحرية، خصوصا في المناطق التي تهمهم مثل بحر الشمال والأطلسي. وفي وقت الحملة العسكرية البريطانية إلى النرويج (الحملة النرويجية) تضاعف تقريبا الطاقم، وبنهاية عام 1940 ازداد العدد مجددا إلى 150. وقد جند الطاقم من كل أقسام القوات المسلحة وخصوصا من لديهم مهارات لغة أجنبية وتم تدريبهم لمدة ستة أسابيع. وبحلول كانون الأول 1942، كان لدى القسم الإنكليزي 275 موظفا، وحوالي 300-360 محلل شيفرة بحلول ربيع 1943 وكان ذلك أعلى ماوصلت إليه، وقد أصبح العدد 1100 شاملا الموظفين والمقيمين. ومن الجدير الإشارة أنه منذ عام 1942 فصاعدا، وبسبب الحاجة للرجال على الجبهة، اضطرت الشعبة لتجنيد النساء مفككات الشيفرة، وبنهاية الحرب كانت نسبة الموظفين 50%رجال و50% نساء.
عملت الشعبة على مدار 24 ساعة منذ بداية الحرب حتى أشهرها الأخيرة، أما دورة العمل لكل شخص كانت عبارة عن نوبة لمدة 8 ساعات، ثلاثة نهارية وثلاثة مسائية وثلاثة ليلية بالترتيب. وكان يعتمد عدد العناصر العسكرية العاملة بالساعة على الشيفرة التي يتم العمل عليها، لكنه كان في النهاية حوالي 80 رجلا؛ وكان العدد أقل بقليل عند العمل على الكود البحري الذي تستخدمه البحرية الملكية لأغراض إدارية، وكان أعلى بقليل عند العمل على الشيفرة البحرية التي تستخدمها البحرية الملكية لأغراض العمليات.
كان موقع الشعبة خلال الحرب العالمية الثانية في 72-76 تريبتزوفر في برلين، والذي سمي لاحقا بندلر بلوك، وذلك حتى تم قصفه في كانون الأول 1943، فنقلوه إلى مبنى محصن تحت الأرض خارج المدينة باسم مشفر «بيسمارك». تم ايصال موقعها إلى البحرية الألمانية النازية عبر شيفرة بجهاز إنيغما تدعى FREYA فريا. وقد دمر قصف عام 1943 قسما كبيرا من سجلات الشعبة، مما خفض كفاءتها العملية بشكل ملحوظ وأجبرهم على الانتقال إلى بلدة سينغواردن قرب إيبرسوالدي، على بعد 50 كم شمال شرق برلين. وأجبرت ثانية على الانتقال في ربيع عام 1945 بسبب التقدم الروسي، فتوجهوا أولا إلى أوريتش وهي بلدة في ساكسونيا الدنيا ومن ثم إلى محطة الاعتراض نيومونستر وأخيرا إلى مدرسة الإشارة في فلينسبورغ. وحددت «لجنة الاستخبارات الهدف» التابعة للحلفاء موقعه في 17 أيار 1945.

## الأشخاص الأساسيين

### كيرت فريك
كان الأدميرال كيرت فريك (8 تشرين الثاني 1889-2 أيار 1945) رئيس عمليات القيادة الحربية البحرية؛ وهو من أطلق التحقيق في غرق الطراد الألماني الاحتياطي المعروف شعبيا باسم المهاجم المسلح، واسم أتلانتيس لدى أمن جهاز تشفير إينيغما. برّأ فريك أمن إنيغما البحري وأكد عدم خيانة كبار موظفي أتلانتيس، وفي ذلك الوقت كان جهاز إنيغما للتشفير البحري يتعرض لتحليل شفرات مكثف من قبل مدرسة الشيفرات والأكواد التابعة للحكومة البرطانية في بلتشيلي بارك. كما حقق فريك أيضا في غرق السفينة الحربية الألمانية تيربيتز وعدد من حوادث الغرق الأخرى وقتل في 2 أيار 1945 خلال معركة برلين.

### لودفيغ ستاميل
اللواء لودفيغ ستاميل (5 آب 1898 في كيفيلاير- 30 تشرين الثاني 1983 في كرونبيرغ إم تاونوس) مدير إدارة قسم الحرب البحرية: الاتصالات 4/SKL من 1 كانون الثاني 1940 حتى 15 حزيران 1941. كان لودفيغ ضابط إشارة انضم إلى البحرية خلال الحرب العالمية الأولى، نازي متحمس وكاثوليكي خلال مجرى الحرب، وبدأ سخطه يزداد على النظام النازي لزيادة إهانته لدينه. ويذكر أنه بالإضافة إلى إدارة مكتب التشفير لشعبة المراقبة الألمانية، كانت إحدى مسؤوليات رؤساء الإدارة التحقيق في الحالات التي يتم المساومة فيها على جهاز الإنيغما البحري وإجراءات التشفير واتخاذ الإجراء اللازم. تولى الفريق البحري إيرهارد مايرتينز (26 شباط 1891 في غلوغاو-5 أيار 1945 في برلين) بين 16 حزيران 1941 وأيار 1943 مسؤولية المنصب ليصبح الرئيس المباشر لستاميل؛ ورقي لودفيغ إلى رتبة لواء بحري وتولى المنصب عندما صرف إيرهارد من الخدمة، وكان رئيسا للإدارة منذ أيار 1943 حتى 16 آب 1944 وتولى اللواء البحري فريتز كراوس المنصب منذ 16 آب 1944 حتى 22 تموز 1945.

### هينز بوناتز
النقيب هينز بوناتز (18 آب 1897 في فيتزن هاوسين- 1981) كان رئيس الاستخبارات الراديوية الألمانية، رئيس المجموعة الثالثة (الاستخبارات الراديوية والاعتراض وتحليل الحركة وتحليل الشيفرة) من فرع الاتصالات 4/SKL التابع للقيادة البحرية العليا والذي كان مسؤولا عن تحليل شيفرات إشارات العدو. كان رجلا ذا همة، وقد انضم إلى شعبة المراقبة في شباط 1934.

### وايلهيلم تراناو
أهم الأفراد في الشعبة، كان أخصائي الراديو وأخصائي الشيفرة المتحمس (كبير مستشاري الخدمة المدنية)، النقيب وايلهلم تراناو، رئيس قسم تحليل الشيفرة باللغة الإنكليزية. يقول المؤرخ العسكري الأمريكي للتشفير ديفيد خان:
«إن كان لدى رجل واحد في الاستخبارات الألمانية مفاتيح النصر في الحرب العالمية الثانية، فهو وايلهيلم تراناو.»
كان مسؤولا عن القسم 3 ف في الفرع الثالث في قسم استخبارات الاتصالات 4/SKL التابع للقيادة البحرية العليا، وهو المكتب الإنكليزي، وكان مسؤولا عن عن اعتراض الاتصالات الراديوية للعدو، وتقييم شيفرات العدو هذه، وفك شيفرات العدو. ويذكر أن تنظيم عمليات أمن الإشارات الراديوية الألمانية قد كان من المسؤوليات الهامة.

### أشخاص بارزون آخرون
من الأشخاص البارزين الآخرين في الشعبة كان اثنان من أخصائيي الشيفرة الناجحين وهما لوثار فرانكي الذي كان مسؤولا عن المكتب الفرنسي، وبول اوغست المسؤول عن المكتب الإيطالي.